# Efraïm de Milasa
Efraïm (en llatí Ephraem, en grec antic Ἐφραὴμ) fou bisbe de Milasa (Mylasa) a Cària. No se segur l'època en què va viure però se li donaven honors religiosos al segle v a Leuce prop de Milasa, on estava enterrat el seu cos.